# Granchain Island
Granchain Island is een onbewoond eiland van 0,42 km² dat deel uitmaakt van de Canadese provincie Newfoundland en Labrador. Het eiland bevindt zich in St. Lunaire Bay, vlak voor de kust van noordelijk Newfoundland.

## Geografie
Granchain Island bevindt zich in St. Lunaire Bay, een kleine baai in het uiterste noordoosten van het Great Northern Peninsula, het meest noordelijke gedeelte van Newfoundland. Het ongeveer 1 km lange en 500 meter brede eiland bevindt zich op de overgang van die baai in de Atlantische Oceaan.
De baai is enkel toegankelijk langs de noordzijde van Granchain Island, waar het eiland net geen kilometer verwijderd is van het "vasteland" van Newfoundland. In het zuiden scheidt een zeer smalle zeestraat, bij eb op het smalste punt slechts een tiental meters breed, Granchain Island van Newfoundland.

## Geschiedenis
Franse vissers waren reeds in de 16e eeuw actief in en rond St. Lunaire Bay, toen een onderdeel van de Franse kust van Newfoundland. Op Granchain Island zijn nog overblijfselen van Franse broodovens vindbaar.
De kleine baai werd echter slechts in detail in kaart gebracht in 1784 door de Franse zeevaarder Guillaume Liberge de Granchain. Daarom werd een van de grootste eilanden van de baai naar hem vernoemd.

## Zie ook

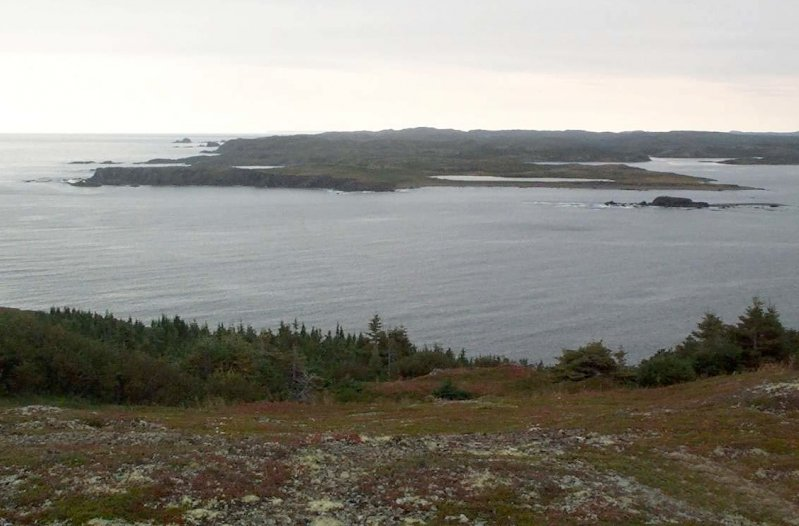
Zicht op het eiland vanaf de omgeving van St. Lunaire (Newfoundland). Granchain Island is het eiland aan de overkant van het water, herkenbaar door het meertje. Langs weerszijden is het bredere uiteinde van de smalle zeestraat tussen het eiland en Newfoundland zichtbaar